# Benriya Saitō-san, Isekai ni Iku
Benriya Saitō-san, Isekai ni Iku (便利屋斎藤さん、異世界に行く?), también conocida como Handyman Saitō in Another World en inglés, es una serie de manga de fantasía de Kazutomo Ichitomo. Se ha serializado en línea a través del sitio web ComicWalker de Kadokawa Shōten desde octubre de 2018 y se ha recopilado en trece volúmenes tankōbon hasta el momento.
Una adaptación a serie anime de televisión, producido por el estudio C2C, se estrenó el 8 de enero de 2023.

## Argumento
Saitou es un manitas ordinario que es transportado a otro mundo donde sus habilidades son muy útiles. Allí formara un grupo de héroes junto a la guerrera Raelza, el poderoso mago senil Morok y la avara hada Lafanpan. Saitou empieza a entender realmente lo que significa ser necesitado.

## Personajes
Saitō (サイトウ?)
 Seiyū: Ryōhei Kimura
Un manitas japonés que sufre de un ligero complejo de inseguridad, pero es más capaz de lo que cree. Hábil profesionalmente en tasar y reparar artículos y forzar cerraduras, se convierte en el ladrón efectivo de su grupo de aventureros.
Raelza (ラエルザ Raeruza?)
 Seiyū: Fairouz Ai
La hija adoptiva de Morlock es una guerrera y la luchadora principal del grupo de aventureros de Saitō que usa un casco completo para ocultar una cicatriz en su rostro de sus primeros días, cuando un duende la hirió, algo de lo que es muy consciente. También le teme a las criaturas alargadas y viscosas, incluidas las anguilas. Ella se enamora de Saitō después de presenciar sus habilidades y personalidad en acción, pero es demasiado tímida para admitirlo.
Lafanpan (ラファンパン Rafanpan?)
 Seiyū: Nao Tōyama
Una clériga de hadas a la luz de la luna. Sin embargo, aunque su magia curativa y su habilidad para convertir a los muertos vivientes son muy apreciadas, cobra honorarios por sus servicios, incluso a sus amigos y aliados. Ella usa las monedas de oro así ganadas como sacrificios a la Diosa de la Luna, quien había maldecido a su raza para que se redujera en tamaño si no recibía ofrendas tan regulares.
Morlock (モーロック Mōrokku?)
Seiyū: Chō
El mago del grupo de aventuras de Saitō. Si bien es capaz en términos de poder mágico, es extremadamente atolondrado, a menudo incluso olvida de qué lado está realmente o los encantamientos correctos para su repertorio de hechizos. Se insinúa que su nombre real es Bergheim Chrome y perdió sus capacidades conmemorativas debido a una maldición cuando fue a investigar una magia antigua hace más de veinte años. También sufre de problemas de espalda crónicos y le gusta cortejar a cualquier mujer bonita que conoce.
Mevena (メヴェナ?)
 Seiyū: Ayaka Ōhashi
La propietaria humana de una tienda que proporciona armas y equipo para aventureros. A pesar de parecer ingenua, es una astuta chica de negocios que reconoce el verdadero valor de cualquier mercancía que le ofrecen.
Gibungle (ギブングル Gibunguru?)
 Seiyū: Kōichi Sōma
Un enano que, lo más inusual para su raza, posee la capacidad de usar magia arcana, lo que lo convierte en un mago natural. Afirma ser un exalumno de Morlock, antes de que este último aparentemente perdiera la memoria.
Ririza (リリーザ Rirīza?)
 Seiyū: Yumiri Hanamori
Gible (ギーブル Gīburu?)
 Seiyū: Hinata Tadokoro
Franlil (フランリル Furanriru?)
 Seiyū: Ruriko Aoki
Flanlil Nil Arnil es una elfa noble quein, a diferencia de la mayoría de los de su especie, posee habilidades mágicas poco desarrolladas; de ahí que haya elegido una carrera como luchadora. Altamente conflictiva, le gusta saltar al combate cuerpo a cuerpo con sus característicos guanteletes con garras.
Ninia (ニニア?)
 Seiyū: Azusa Tadokoro
La compañera de Flanlil, una clériga con habilidades mágicas bastante débiles. Es una fetichista de la sangre y se preocupa por Flanlil como amiga y como un medio para satisfacer sus antojos.
Cains (カインズ Kainzu?)
 Seiyū: Yoshitsugu Matsuoka
Lychee (ライチ Raichi?)
 Seiyū: Yū Serizawa
Monpui (モンプイ?)
 Seiyū: Chikara Honda
Kisurugi (キスルギ?)
 Seiyū: Jun Kasama
Primas (プリマス Purimasu?)
 Seiyū: Shiori Izawa
Lavella (ラーヴェラ Rāvera?)
 Seiyū: Chiwa Saitō

## Contenido de la obra

### Manga
Benriya Saitō-san, Isekai ni Iku es escrito e ilustrado por Kazutomo Ichitomo. La serie comenzó a serializarse en línea a través del sitio web ComicWalker de Kadokawa Shōten en octubre de 2018. Kadokawa Shōten recopila sus capítulos en volúmenes tankōbon. El primer volumen fue publicado el 22 de julio de 2019, y hasta el momento se ha lanzado trece volúmenes.
| Volúmenes de manga publicados | Volúmenes de manga publicados | Volúmenes de manga publicados |
| Número                        | Fecha de publicación          | ISBN                          |
| ----------------------------- | ----------------------------- | ----------------------------- |
| 1                             | 22 de julio de 2019           | ISBN 978-4-04-065896-4        |
| 2                             | 23 de diciembre de 2019       | ISBN 978-4-04-064332-8        |
| 3                             | 21 de agosto de 2020          | ISBN 978-4-04-064932-0        |
| 4                             | 22 de enero de 2021           | ISBN 978-4-04-680144-9        |
| 5                             | 23 de junio de 2021           | ISBN 978-4-04-680525-6        |
| 6                             | 21 de enero de 2022           | ISBN 978-4-04-680927-8        |
| 7                             | 23 de julio de 2022           | ISBN 978-4-04-681642-9        |
| 8                             | 23 de diciembre de 2022       | ISBN 978-4-04-682043-3        |
| 9                             | 23 de junio de 2023           | ISBN 978-4-04-682415-8        |
| 10                            | 22 de diciembre de 2023       | ISBN 978-4-04-683057-9        |
| 11                            | 22 de julio de 2024           | ISBN 978-4-04-683671-7        |
| 12                            | 23 de diciembre de 2024       | ISBN 978-4-04-684296-1        |
| 13                            | 23 de julio de 2025           | ISBN 978-4-04-684898-7        |

### Anime
El 19 de enero de 2022 se anunció una adaptación de la serie a anime. Es producido por C2C y dirigido por Toshiyuki Kubooka, con guiones escritos por Kenta Ihara, diseños de personajes a cargo de Yōko Tanabe y música compuesta por Tomotaka Ōsumi. La serie se estrenó el 8 de enero de 2023. El tema de apertura es «kaleidoscope», interpretado por Teary Planet, mientras que el tema de cierre es «Hidamari no Saido» (ひだまりの彩度?), interpretado por Konoco. Crunchyroll obtuvo la licencia de la serie fuera de Asia.